# 4735 Gary
4735 Gary este un asteroid din centura principală, descoperit pe 9 ianuarie 1983 de Edward Bowell.